# Zamek w Papowie Biskupim
Zamek w Papowie Biskupim – ruiny średniowiecznego zamku krzyżackiego w Papowie Biskupim, w powiecie chełmińskim, w województwie kujawsko-pomorskim.

## Historia
Budowę niewielkiego zamku konwentualnego rozpoczęto na przełomie lat 70.-80. lub w latach 80. XIII wieku od budowy muru obwodowego, potem zbudowano skrzydło północne (główne), a następnie pozostałe skrzydła. Była to pierwsza murowana regularna siedziba krzyżackiego konwentu na ziemi chełmińskiej. Początkowo nie było to komturstwo, co wynika z dokumentu odnowienia przywileju dla polskiego rycerstwa ziemi chełmińskiej z 1278 roku. Do 1329 roku wybudowano przedbramie i nieregularne przedzamcze. W odwecie na krzyżacki najazd na litewską Żmudź, w 1329 roku zamek w Papowie zdobyły wojska Władysława Łokietka. Kolejne prace wykonywano na zamku na początku XV wieku. Zamek nie miał wieży głównej i był to typowy kasztel z małymi wieżami narożnymi oraz dziedzińcem otoczonym drewnianym gankiem. Nietypowe w zamku w Papowie było to, że zbudowano go w większości z kamieni polnych, a nie z cegły tak jak zamki zbudowane w późniejszym okresie. 

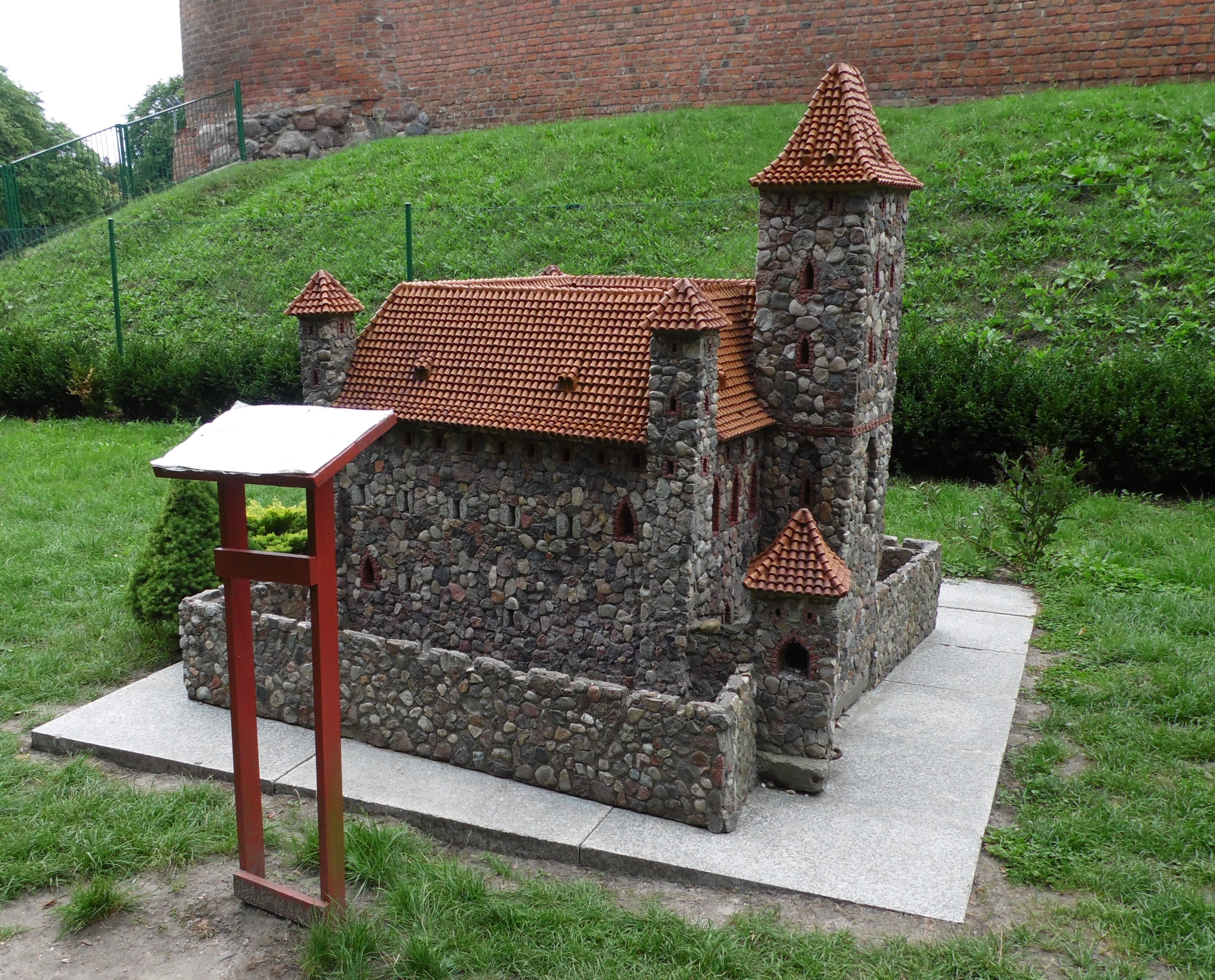
Makieta zamku w Papowie Biskupim znajdująca się w Parku miniatur zamków krzyżackich Ziemi Chełmińskiej w Chełmnie

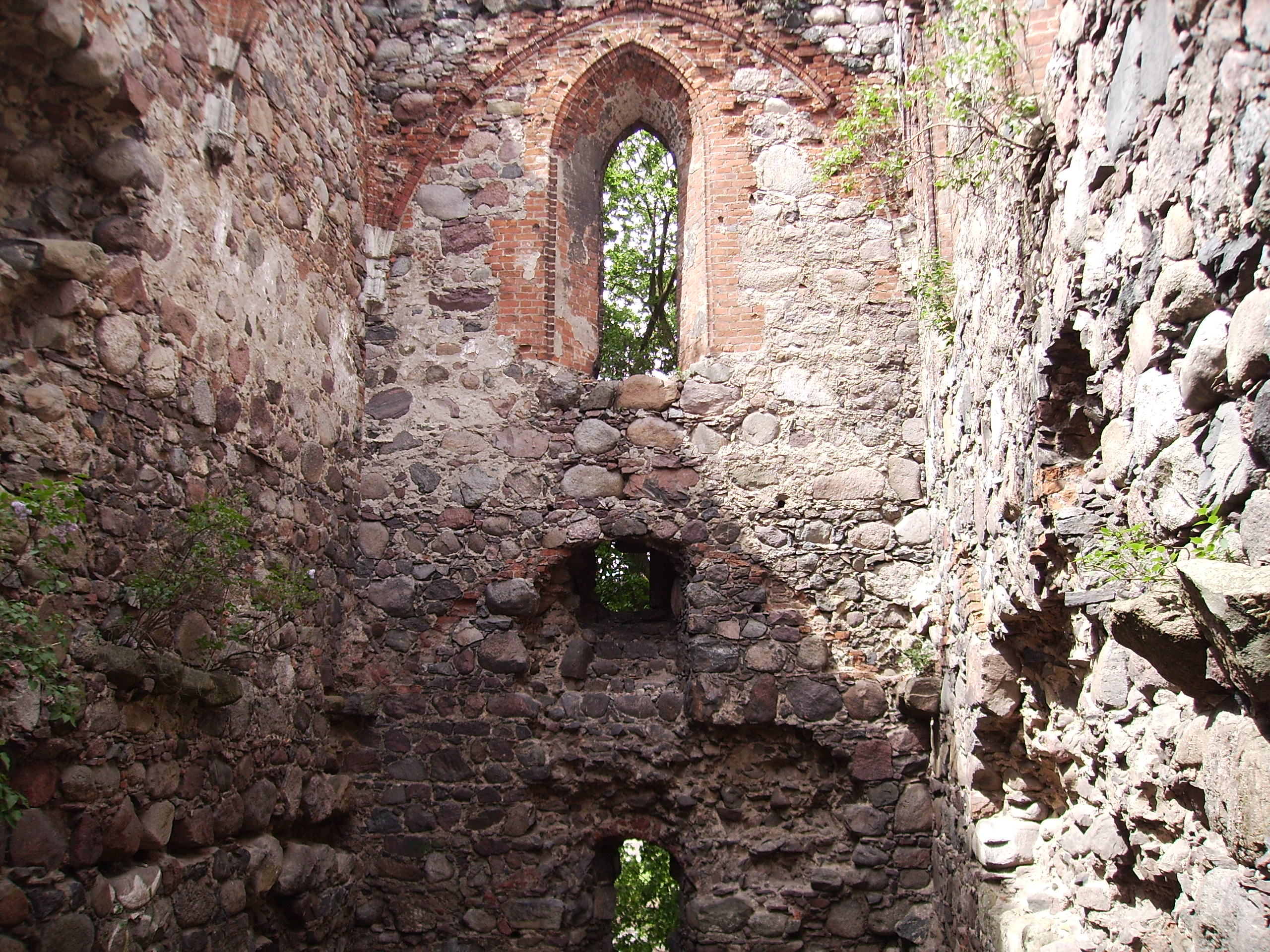

Do 1410 roku znajdowała się tutaj siedziba niewielkiego komturstwa. Po bitwie pod Grunwaldem w lecie 1410 roku na krótko zamek obsadziło rycerstwo polskie. Po wycofaniu wojsk polskich była to siedziba wójta krzyżackiego. W 1411 roku polski rycerz Janusz Brzozogłowy wraz z kilkudziesięcioma zbrojnymi z zamku bydgoskiego przeszli przez bród na Wiśle pod Solcem Kujawskim i napadli na Papowo, uprowadzając konie wielkiego mistrza, biorąc do niewoli rycerzy i bezpiecznie wracając do Polski. Najazd ten spowodował zniszczenia na przedzamczu. 
Podczas wojny trzynastoletniej w 1454 roku na zamku schronił się wielki marszałek, komtur gdański i komtur grudziądzki. W dniu 7 lutego 1454 roku słabo zaopatrzony zamek został zdobyty przez walczące po stronie Polski wojska Związku Pruskiego i czeskich rycerzy najemnych pod dowództwem pruskiego rycerza Ottona Machwica. Zamek obsadziła załoga dowodzona przez Janka z Targowiska. W dniu 25 września 1454 roku król Kazimierz Jagiellończyk rozkazał radzie miejskiej Torunia zniszczyć zamek w Papowie (a także w Bierzgłowie i Kowalewie), jednak w początkach marca 1458 roku, zamek zajęły krzyżackie oddziały zaciężne pod dowództwem Bernarda Szumborskiego na czele 55 żołnierzy. W dniu 20 lipca tego samego roku pod zamek podeszli Polacy dowodzeni przez rycerza Piotra z Szamotuł i zdobyli go szturmem, w związku z czym Krzyżacy natychmiast się poddali. Następnie wojska polskie realizując polecenie króla spaliły zamek. W 1466 roku znalazł się on w granicach Królestwa Polskiego, stając się królewszczyzną. Jego pierwszym starostą został Gabriel Bażyński.
W dniu 26 maja 1505 roku król Aleksander Jagiellończyk nadał obiekt biskupowi chełmińskiemu Mikołajowi Chrapickiemu i jego następcom. Biskupi częściowo rozebrali zamek przed 1639 rokiem na materiał budowlany na potrzeby budowy seminarium duchownego w Chełmnie, jednak z uwagi na to, że zamek zbudowano z kamieni polnych, w dużym stopniu przetrwał tę rozbiórkę. W rękach biskupów ruiny zamku pozostawały do I rozbioru Polski w 1772 r. W XIX wieku dalszych zniszczeń dokonali okoliczni mieszkańcy. Zamek był wybudowany z głazów narzutowych oraz granitu.
Obiekt wpisany na listę rejestru zabytków (Nr rej: A/106 z 13.04.1937)